# 希任齊 (羅馬尼夫區)
50°1′9″N 27°58′1″E / 50.01917°N 27.96694°E
希任齊（烏克蘭語：Хижинці），是烏克蘭北部的村莊，隸屬日托米爾州的日托米爾區。該村始建於1853年，面積127.2平方公里，海拔高度259米，2001年該村落人口375。